# 士別軌道
士別軌道株式会社（しべつきどう）は、北海道士別市に本社を置きバス事業を行う企業である。かつては軌道（軽便鉄道）事業や貨物運送事業も行っていたが、軌道事業は1959年（昭和34年）に、貨物運送事業は1988年（昭和63年）にそれぞれ廃止されている。

## 歴史
1917年（大正6年）7月、天塩軌道株式会社創立発起人の大久保虎吉らにより、士別 - 上士別の馬車軌道敷設が出願される。同社はもともと国有林資源の、主に富士製紙（合併後は王子製紙）向け林材輸送のために設立された。初代社長として大久保が、第2代には奥野が就いたが、その後は富士製紙の子会社となったことにより、同社から社長が就任した。
当初は士別営林署所轄、後に朝日営林署所轄となった士別森林鉄道（奥士別 - 天塩岳御料地内間30.5 km、辺渓線10.2 km、似峡線7.0 km、咲留線3.7 kmなど）と奥士別で接続して、その木材を士別駅土場へ運搬するという、いわゆる連帯輸送業務を行っていた。奥士別には皇室の御料林があり、1939年（昭和14年）に当時の宮内省帝室林野局が木材の円滑な搬出、運送を目的として同社の株を取得し皇室財産に編入された。
戦後、皇室財産は国庫に編入されることとなったため、同社の株式は1949年（昭和24年）に農林省林野庁の下で国有林野事業特別会計に引き継がれ、永らく発行済株式の約95%を国が保有していた。そのため地方のローカルバス会社にもかかわらず会計検査院法が定める「国が資本金の2分の1以上を出資している法人」に該当し、政府関係機関として会計検査院の検査対象となっていた。しかし、その後林業をめぐる情勢の変化により、1988年（昭和63年）頃にはほとんど運材がなくなり、トラックによる運材部門が廃止となり、国が株を保有している必要がなくなった。そのため地元の士別市及び朝日町に対し株式の買い取りを求めたが、買取価格が折り合わず難航した。その後2001年（平成13年）9月26日に国が保有する株式の一部を売却したため、同年度を最後に会計検査の対象から外れることとなった。

### 年表
- 1917年（大正6年）7月 - 軌道敷設が出願される。
- 1919年（大正8年）
  - 4月7日 - 天塩軌道株式会社発起人 大久保虎吉他52名に対し、内務省鉄道院から馬車軌道の軌道敷設特許状が下付される[5][6]。
  - 6月10日 - 天塩軌道発起人らが士別軌道株式会社設立総会を開催[6]。1株あたりの額面は50円、株主総数は約45名[7]。
  - 8月20日 - 士別軌道株式会社設立（23日登記）[1]
- 1920年（大正9年）6月1日 - 士別 - 上士別間11.9 kmで軌間762mmの馬車鉄道が開通[8]。
- 1924年（大正13年）
  - 富士製紙（1933年王子製紙に合併）が株式の大半を保有する。
  - 8月26日 - 士別軌道株式会社に対し、鉄道省及び内務省から上士別地内の軌道延長6M16C（約10 km）敷設特許状が下付される[9]。
- 1925年（大正14年）6月6日 - 士別 - 奥士別間21.4 kmが全通[8]。
- 1928年（昭和3年）9月17日 - 動力を馬から蒸気へ変更[8][10]（10月3日実施[11]）。蒸気機関車4両、客車4両、貨車50両導入[10]。
- 1931年（昭和6年）12月 - バス事業の免許取得し、翌年4月より運行開始[12]。
- 1939年（昭和14年） - 王子製紙より帝室林野局が全株式を取得、王子製紙は同社から撤退[8]。
- 1942年（昭和17年）〜1947年（昭和22年） - バス事業休止[8]。
- 1944年（昭和19年）6月前後 - 浅野セメント士別工場へ同社奥士別採掘場から原料の石灰石の運搬開始[13]。
- 1948年（昭和23年）
  - 奥士別森林鉄道と相互乗り入れ開始。
  - 9月 - バス事業再開。
- 1949年（昭和24年） - 国有林野事業会計で株式保有を継承。
- 1942年（昭和27年） - 冬季除雪の向上により、バス路線が通年運行となる[12]。
- 1954年（昭和29年） - ガソリン機関車導入。
- 1956年（昭和31年） - ディーゼル機関車導入。
- 1959年（昭和34年）
  - 6月9日 - 軌道線撤去開始[12]。
  - 10月1日 - 軌道線全線廃止[14][12][15]。バス・トラック専業となる。
- 1962年（昭和37年）4月 - 名士バス士別営業所管轄路線を買収[16]。
- 1988年（昭和63年） - 貨物運送事業（トラック）を廃止。

## 事業所
| 本社 |  | 朝日待合所 |
| 本社 |  | 朝日待合所 |

- 本社・本社営業所
  - 北海道士別市西2条6丁目1931番地
    - 乗車券窓口および待合室を設置する。
- 朝日待合所
  - 北海道士別市朝日町中央
    - 旧朝日営業所。待合室が設置される。

## 軌道事業（廃止）
帝室林野局札幌支局士別出張所、後に旭川営林局朝日営林署管轄の士別森林鉄道との連帯輸送（通車運転）による、森林資源の士別駅土場への運輸が主目的で運行された軽便鉄道。
軌道の名の通り762ミリのナローゲージによる運行で、旅客運行では内燃動車を導入したことはなく、機関車牽引による客車運行だった。青木栄一が1954年（昭和29年）に訪問した際、時刻表に「バス併用」と注記されているとおり殆ど客車運行はなく、会社から「乗客は事実上扱っていない」と言われている。1955年（昭和30年）度をもって完全にバスへ移行された。
士別森林鉄道が廃止となったことで貨物を失い営業継続が困難になったことから、1959年（昭和34年）6月9日から撤去が開始され、10月1日付で廃止となった。

### 路線データ
- 路線距離（営業キロ）：21.4 km（一部併用軌道）
- 軌間：762 mm
- 駅数：11駅（起終点駅含む）
- 複線区間：なし（全線単線）
- 電化区間：なし（全線非電化）
- 動力：馬力→蒸気→蒸気・内燃併用→内燃

### 駅一覧
1940年当時
士別駅 - 兵村駅 - 九十九駅 - 中士別駅 - 学前駅 - 奥野駅 - 鳴門駅 - 上士別駅 - 二十二線駅 - 二十七線駅 - 奥士別駅

### 輸送・収支実績
| 年度 | 乗客（人） | 貨物量（トン） | 営業収入（円） | 営業費（円） | 益金（円） | その他益金（円）               | その他損金（円）               | 支払利子（円） | 道庁補助金（円） |
| ---- | ---------- | -------------- | -------------- | ------------ | ---------- | ------------------------------ | ------------------------------ | -------------- | ---------------- |
| 1920 | 11,776     | 4,296          | 20,739         | 19,826       | 913        | 8,790                          | 5,646                          | 9,553          |                  |
| 1921 | 10,141     | 3,183          | 13,856         | 13,235       | 621        |                                |                                |                |                  |
| 1922 | 10,429     | 3,250          | 11,502         | 19,983       | ▲ 8,481    |                                |                                |                |                  |
| 1923 | 11,467     | 1,997          | 11,472         | 18,058       | ▲ 6,586    |                                |                                | 21,906         |                  |
| 1924 | 15,943     | 2,476          | 35,286         | 40,946       | ▲ 5,660    | 21,487                         | 19,316                         | 41,034         | 17,203           |
| 1925 | 20,452     | 25,528         | 35,832         | 47,196       | ▲ 11,364   | 4,557                          | 2,273                          | 14,412         |                  |
| 1926 | 17,690     | 56,696         | 66,199         | 73,250       | ▲ 7,051    | 5,720                          |                                | 13,083         |                  |
| 1927 | 17,219     | 20,910         | 63,409         | 66,843       | ▲ 3,434    | 5,664                          |                                | 12,675         | 23,779           |
| 1928 | 23,832     | 22,562         | 61,146         | 80,497       | ▲ 19,351   | 運送業道庁補助金38,546         | 雑損2,123                      | 15,476         |                  |
| 1929 | 42,887     | 51,604         | 108,840        | 109,903      | ▲ 1,063    |                                | 雑損3,057                      | 18,082         | 29,784           |
| 1930 | 37,586     | 24,487         | 76,872         | 80,336       | ▲ 3,464    |                                |                                | 17,646         | 32,219           |
| 1931 | 24,973     | 17,830         | 54,650         | 58,838       | ▲ 4,188    |                                |                                | 15,870         | 32,290           |
| 1932 | 14,722     | 18,784         | 38,706         | 39,844       | ▲ 1,138    | 自動車及運送業道庁補助金30,861 | 雑損4,407                      | 14,829         |                  |
| 1933 | 17,825     | 38,534         | 71,549         | 72,685       | ▲ 1,136    | 自動車2,055                    |                                | 13,130         | 23,124           |
| 1934 | 17,714     | 37,209         | 83,862         | 55,741       | 28,121     | 自動車3,423                    | 補助返納金9,591雑損償却金1,770 | 10,923         | 11,680           |
| 1935 | 13,675     | 19,836         | 41,777         | 44,381       | ▲ 2,604    | 自動車4,206                    |                                | 8,119          | 16,935           |
| 1936 | 10,310     | 18,564         | 32,923         | 35,863       | ▲ 2,940    | 自動車7,181                    | 雑損110                        | 7,440          | 8,935            |
| 1937 | 10,953     | 16,937         | 32,839         | 40,262       | ▲ 7,423    | 自動車5,972                    | 雑損1,986                      | 6,509          | 8,281            |

- 鉄道省鉄道統計資料、鉄道統計資料、鉄道統計各年度版

### 所有機関車
1958年（昭和33年）当時3台 
- B5tディーゼル機関車：1952年加藤製（朝日営林署から払下げ）
- B5tディーゼル機関車：1954年協三製
- B5tディーゼル機関車：1954年酒井製、協三によるディーゼル改造

## バス事業
観光貸切や旧朝日町より福祉バスの運行受託を行う。2005年（平成17年）度の路線バス輸送人員は1日平均740人。
1930年（昭和5年）5月に士別と温根別の間で路線バスを運行開始。1932年（昭和7年）4月には奥士別との間でも運行開始し、軌道の旅客輸送はバスに移行した。1942年（昭和17年）に制定された北海道における旅客自動車運輸事業統合要綱（いわゆる戦時統合）では道北乗合自動車（現在の道北バス）が統合先であったが、士別軌道では同年4月に燃料事情の悪化からバス事業を休止しており、休止事業者は車両のみ統合対象とされたため、1944年（昭和19年）11月に3台を道北乗合自動車へ譲渡した。戦後、1948年（昭和23年）9月に再開されている。
2016年9月27日より、ヤマト運輸と他バス会社と共に、朝日線においてバスで宅急便を輸送する「客貨混載」を開始した。

### 路線バス
かつては名寄市、幌加内町、剣淵町、愛別町へも乗り入れていたが、現在は士別市と名寄市旧風連町域の運行となる。車両は2017年（平成29年）3月31日現在で16台保有する。

#### 士別市内線

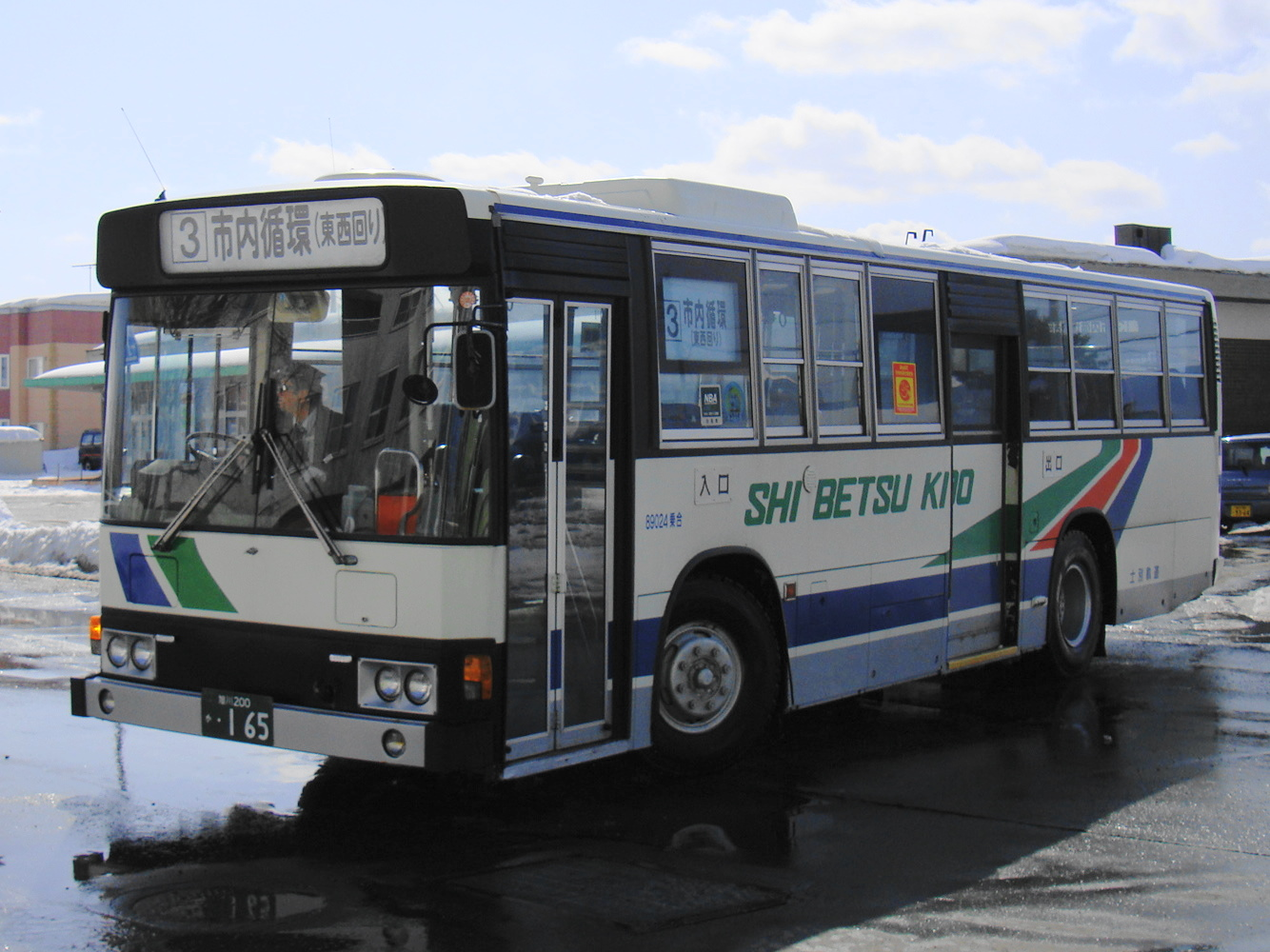
市内線運用中 (89024)

160円均一運賃で、地方路線では珍しい前乗り・前払い・中降りとなる。
- 外廻り循環・内廻り循環 士別駅前 - 北6丁目 - つくも団地 - 市役所前 - 市立病院前 - 西條 - 士別駅前
  - 外廻り循環（北6丁目先廻り）は通年運行。内廻り循環（西條先廻り）は11月1日 - 4月30日運行。
- 東西廻り循環 士別駅前→土木現業所→桜丘→市立病院前→西條→士別駅前
  - 2019年より通年運行

#### 郊外線
整理券方式の後払いで、中扉車も前乗り・前降りで運用される。登校日の士別行始発便は翔雲高校を経由する。
- 朝日線 士別駅前 - 市立病院前 - 中士別 - 上士別 - 朝日
- 温根別線 士別駅前 - 土木現業所 - 西士別 - 温根別 - 中9号 - 南12線

  - 一部便は温根別で北線と接続。
  - 2018年（平成30年）4月1日より士別発最終便のみデマンド化された[23]。
- 中多寄線 士別駅前 - 42線 - 多寄 - （日向温泉） - 30線西3号 - 風連駅前
  - 旧名士バス路線。1981年（昭和56年）〜1985年（昭和60年）度の間に自主運行を廃し、2006年（平成18年）9月までは士別市および旧風連町からの受託による21条バスとして運行されていた[24]。

##### デマンド路線
予約によるデマンドバスとして運行する路線。
- 川西・南沢線（丘のランランバス） 士別駅前 - 川西13線 - 川南5号 - 南沢11号
  - 2005年（平成17年）9月1日よりデマンドバス化。
- 武徳線 士別駅前・翔雲高校・つくも - 6号 - 武徳12号
  - 2010年（平成22年）11月1日よりデマンドバス化。1981年（昭和56年）度〜1985年（昭和60年）度の間に自主運行を廃し、2006年（平成18年）9月までは士別市からの受託による21条バスとして運行されていた[24]。
- 北線 温根別 - 北8線 - 北16線
  - 温根別で温根別線士別駅前方面と接続。1981年（昭和56年）度〜1985年（昭和60年）度の間に自主運行を廃し、2006年（平成18年）9月までは士別市からの受託による21条バスとして運行されていた[24]。2008年（平成20年）11月に士別市地域公共交通活性化協議会の取組として試験的なデマンド運行を実施[25]。その後本格実施に移行した。
- 川南線 士別駅前 - 市立病院前 - 中士別 - 上士別 - 川南5号 - （成美10号） - 大和 - パンケ越
  - 2019年4月1日よりデマンド化[26]。

#### 主な廃止路線
既存路線と合わせた士別発着系統も存在した。
1965年（昭和40年）度〜1970年（昭和45年）度の間に廃止された路線
- 似峡線 朝日3号 - 似峡市街
- 愛別線 似峡市街 - 裏オキト
- 添牛内線 中9号 - 添牛内
- 朱鞠内線 幌加内 - 添牛内 - 朱鞠内

1971年（昭和46年）度〜1975年（昭和50年）度の間に廃止された路線
- （旧）温根別線 1丁目 - 南2線
- 伊文線 南15線 - 伊文15線
- 名寄線 北6丁目 - 名寄駅前、多寄 - 風連町

1976年（昭和51年）度〜1980年（昭和55年）度の間に廃止された路線
- 剣淵東線 士別駅前 - 剣淵市街
- 剣淵西線 南町 - 剣淵市街
- 剣淵9区線 南士別 - 西原

剣淵町域は剣淵町営バスが代替する。

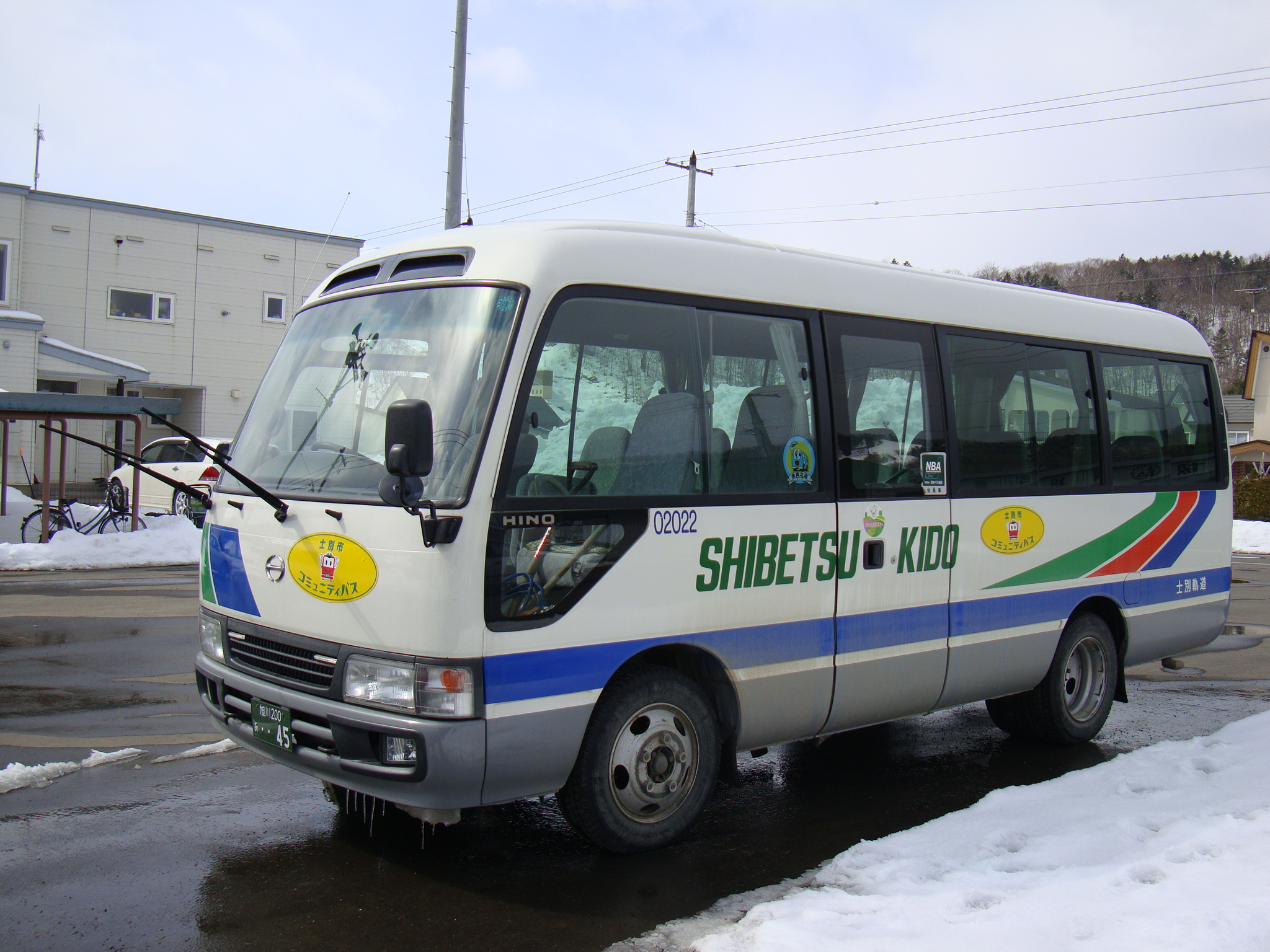
士別市コミュニティバス (02022)

2004年（平成16年）4月1日に廃止された路線
- 登和里線 朝日 - 登和里
- ペンケ線 朝日 - 三栄

士別市（旧朝日町）の無償コミュニティバスに代替。運行管理を士別軌道が受託する。

### 貸切バス
貸切バス事業は、通常は離島を除く旭川運輸支局管内、期間限定で札幌市と千歳市での発着が認められているが、貸切バス事業者安全性評価認定制度による優良事業者に限定した営業区域の弾力的な運用による特例で、2025年（令和7年）4月1日現在北海道全域となっている。

### 車両
路線バスには主に日野製、貸切バスは三菱製を使用する。北海道内のバス事業者で唯一モノコックボディの大型車両が現存するほか、2010年（平成22年）3月30日よりハイブリッドノンステップバスが試乗会を経て運用開始しており、新旧入り混じった車両構成となっている。
モノコックボディ車は、1982年（昭和57年）製で、1998年（平成10年）9月まで和寒町が所有していた。譲渡時の走行キロは48万キロメートルであった。しかし、メーターは一度リセットされており、正確な総走行距離は不明。譲渡後同社の車両デザインで運行されていたが、2014年（平成26年）に復刻デザインに変更している。2022年4月には床板や天井、外壁などの修繕を実施しており、その後も継続的な運行を続けている。

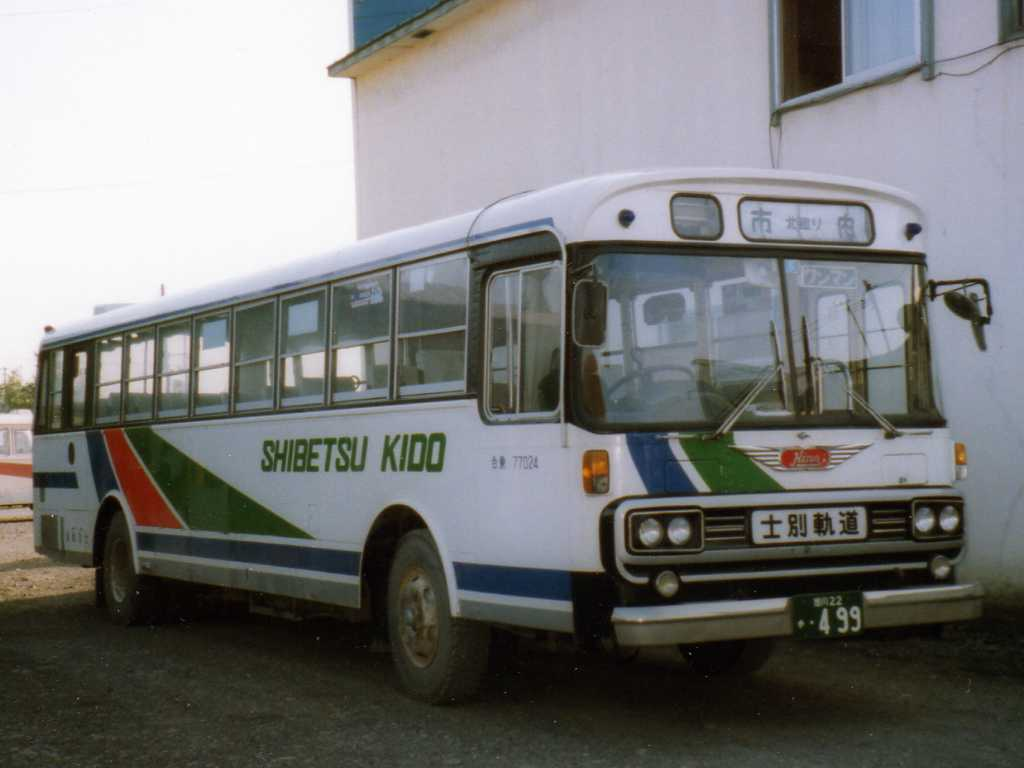
1994年頃の路線バス 現行色 (77024)
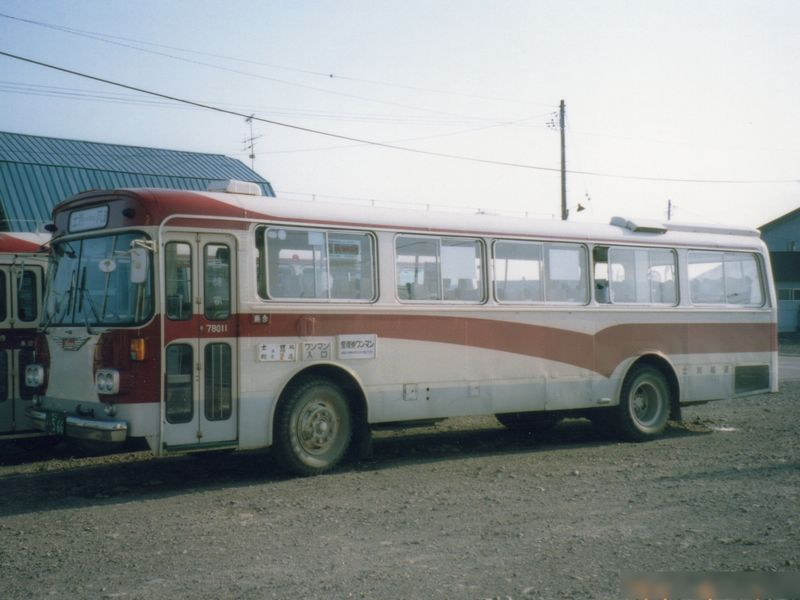
1994年頃の路線バス 旧塗色 (78011)
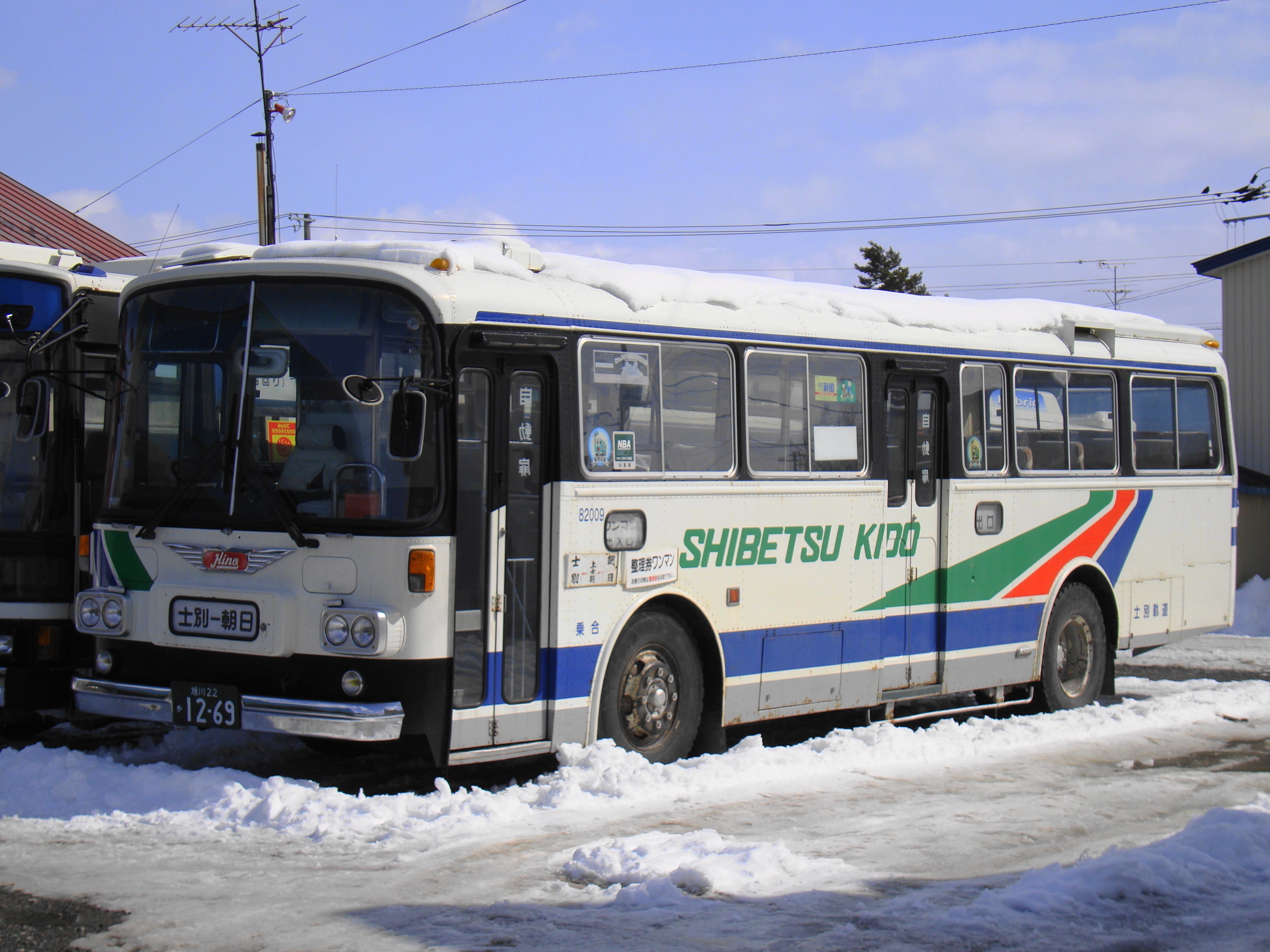
通常塗装のモノコックボディ車 (82009、2010年3月)
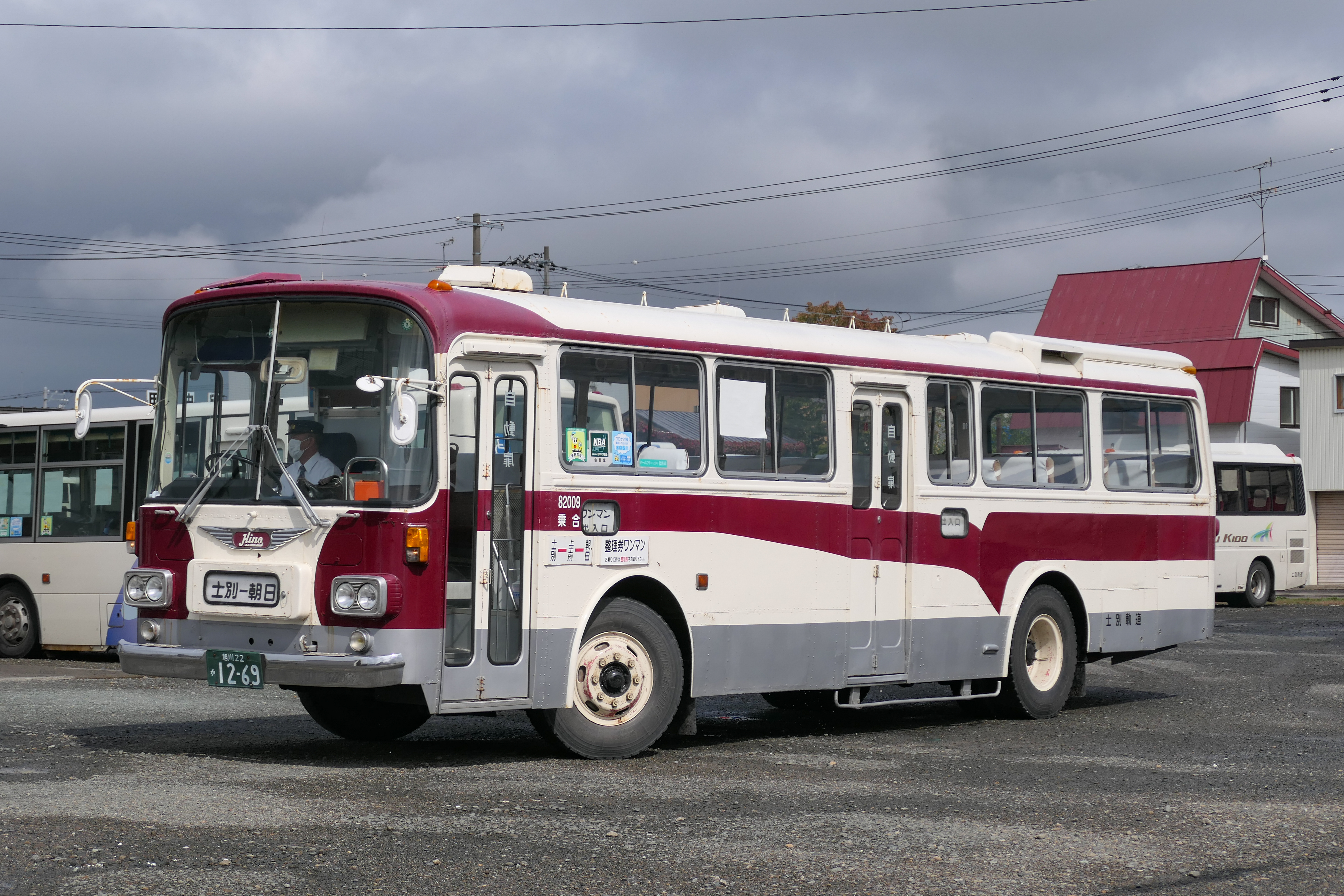
復刻塗装のモノコックボディ車（82009、2021年9月）
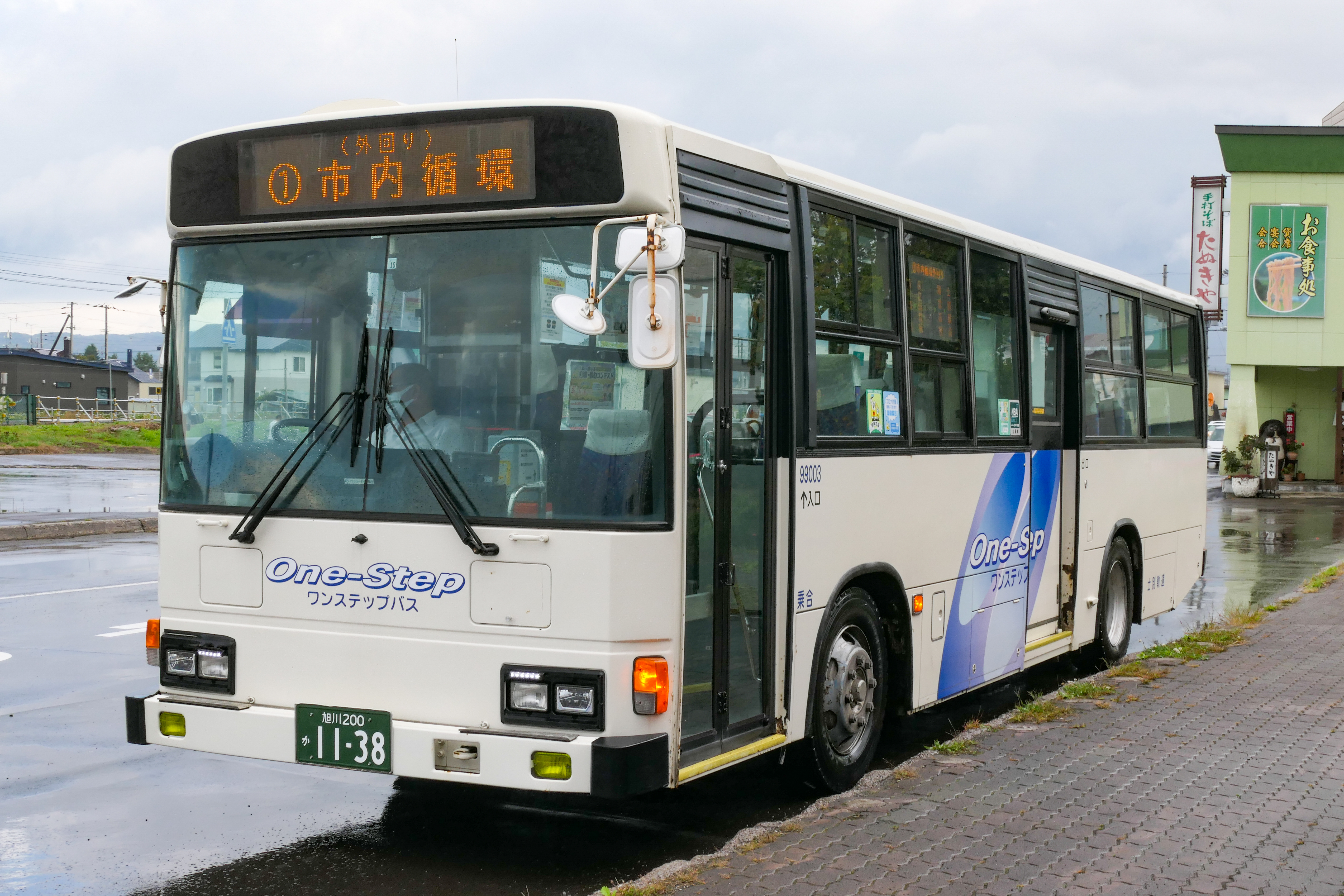
ワンステップ車（99003、2021年9月）
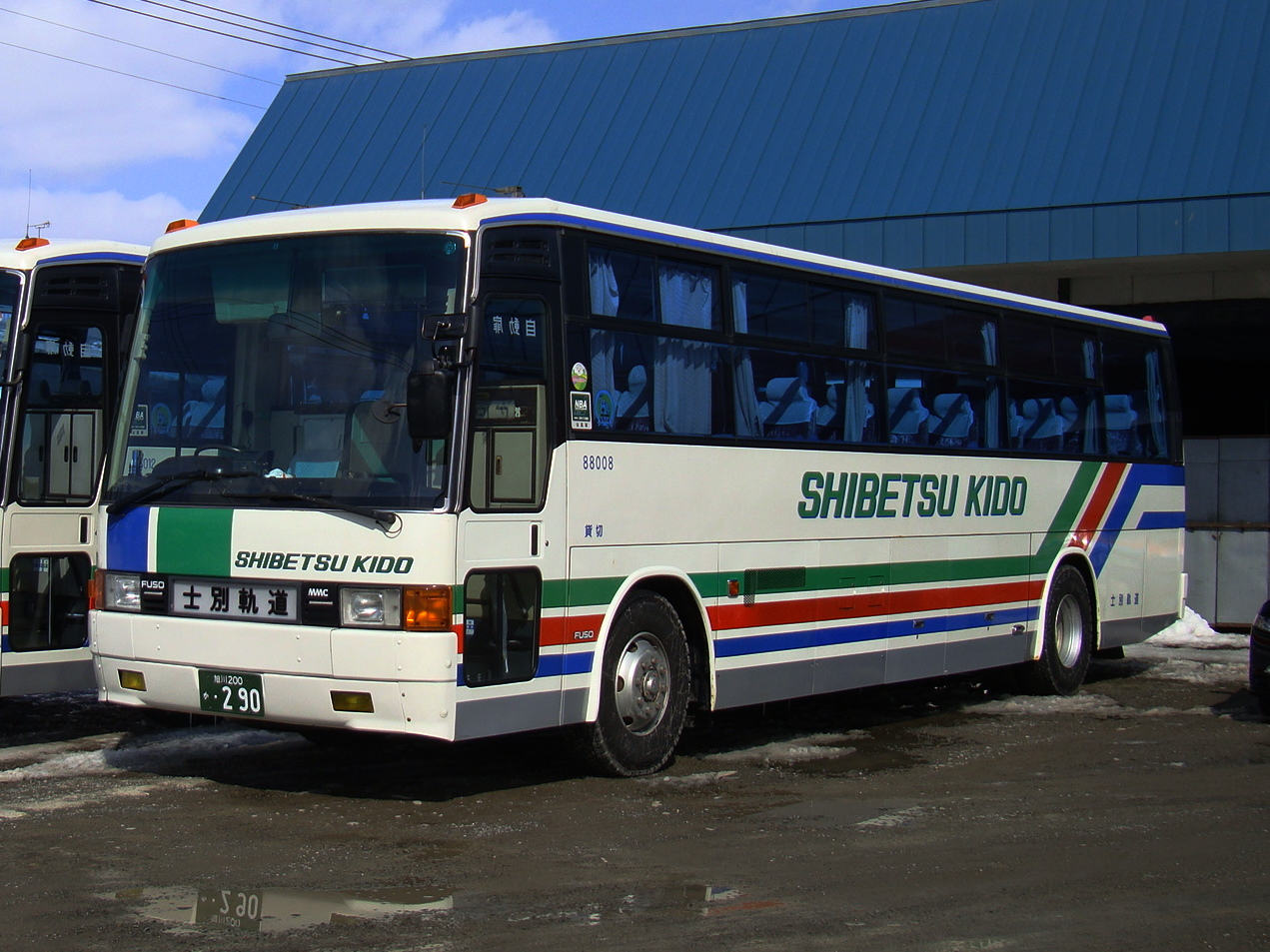
貸切バス (88008、2010年3月)